# Gilbert Houngbo
Gilbert Fossoun Houngbo (* 4. února 1961 Agbandi) je tožský diplomat, ekonom a politik. Od 1. října 2022 je generálním ředitelem Mezinárodní organizace práce.
Vystudoval management na Univerzitě v Lomé a pokračoval v postgraduálním studiu na Université du Québec v Trois-Rivières. Získal kanadské občanství a pracoval pro společnost PricewaterhouseCoopers. Od roku 2003 působil v Rozvojovém programu OSN, kde se stal pověřencem pro Afriku. 
V září 2008 ho po odstoupení Komlana Mallyho jmenoval prezident Faure Gnassingbé předsedou vlády Toga. Houngbo zůstal premiérem i po volbách v roce 2010, kdy přibral do vlády poslance opozičního Svazu sil pro změny. Na úřad rezignoval v červenci 2012 v důsledku demonstrací proti novému volebnímu zákonu. Pak se vrátil do aparátu Spojených národů a od roku 2017 byl předsedou Mezinárodního fondu pro rozvoj zemědělství. V březnu roku 2022 byl jako první Afričan v historii zvolen do čela Mezinárodní organizace práce, funkce se ujal v říjnu téhož roku.
Narodil se jako jedenácté z osmnácti dětí. Je ženatý a má tři potomky.